# Boxe aux Jeux européens de 2019
Navigation
Édition précédente Édition suivante
Navigation
Édition précédente Édition suivante
Les épreuves de boxe aux Jeux européens de 2019 ont lieu à l'Uruchie Sports Palace, à Minsk, en Biélorussie, du 21 au 30 juin 2019. 15 épreuves sont au programme.
Contrairement aux Jeux de 2015, la compétition fait aussi office de 43e édition des Championnats d'Europe de boxe amateur pour les hommes. Les épreuves féminines sont indépendantes des championnats d'Europe.

## Médaillés

### Hommes
| Épreuve                     | Or                        | Argent                | Bronze                               |
| --------------------------- | ------------------------- | --------------------- | ------------------------------------ |
| Poids mi-mouches (-49 kg)   | Artur Hovhannisyan        | Sakhil Alakhverdovi   | Federico Serra Regan Daly            |
| Poids mouches (-52 kg)      | Gabriel Escobar Mascuñano | Daniel Asenov         | Galal Yafai Manuel Cappai            |
| Poids coqs (-56 kg)         | Kurt Walker               | Mykola Butsenko       | Sharafa Raman Peter McGrail          |
| Poids légers (-60 kg)       | Dzmitry Asanau            | Gabil Mamedov         | Otar Eranosyan Karen Tonakanyan      |
| Poids super-légers (-64 kg) | Hovhannes Bachkov         | Sofiane Oumiha        | Luke McCormack Enrico Lacruz         |
| Poids welters (-69 kg)      | Pat McCormack             | Khariton Agrba        | Lorenzo Sotomayor Yevhenii Barabanov |
| Poids moyens (-75 kg)       | Oleksandr Khyzhniak       | Salvatore Cavallaro   | Michael Nevin Andrej Csemez          |
| Poids mi-lourds (-81 kg)    | Loren Alfonso Dominguez   | Benjamin Whittaker    | Simone Fiori Gor Nersesyan           |
| Poids lourds (-91 kg)       | Muslim Gadzhimagomedov    | Uladzislau Smiahlikau | Toni Filipi Cheavon Clarke           |
| Poids super-lourds (+91 kg) | Victor Vykhryst           | Mourad Aliev          | Marko Milun Nelvie Tiafack           |

### Femmes
| Épreuve                | Or                 | Argent              | Bronze                                |
| ---------------------- | ------------------ | ------------------- | ------------------------------------- |
| Poids mouches (-51 kg) | Buse Çakıroğlu     | Svetlana Soluianova | Sandra Drabik Gabriela Dimitrova      |
| Poids coqs (-57 kg)    | Stanimira Petrova  | Michaela Walsh      | Daria Abramova Jemyma Betrian         |
| Poids légers (-60 kg)  | Mira Potkonen      | Kellie Harrington   | Anastasiia Beliakova Agnes Alexiusson |
| Poids welters (-69 kg) | Karolina Koszewska | Assunta Canfora     | Grainne Walsh Nadine Apetz            |
| Poids moyens (-75 kg)  | Lauren Price       | Nouchka Fontijn     | Darima Sandakova Elżbieta Wójcik      |

## Tableau des médailles
Key
 *  Pays organisateur
| Rang  | Nation          | Or | Argent | Bronze | Total |
| ----- | --------------- | -- | ------ | ------ | ----- |
| 1     | Grande-Bretagne | 2  | 1      | 4      | 7     |
| 2     | Ukraine         | 2  | 1      | 1      | 4     |
| 3     | Arménie         | 2  | 0      | 2      | 4     |
| 4     | Russie          | 1  | 3      | 3      | 7     |
| 5     | Irlande         | 1  | 2      | 3      | 6     |
| 6     | Bulgarie        | 1  | 1      | 1      | 3     |
| 7     | Biélorussie     | 1  | 1      | 0      | 2     |
| 8     | Pologne         | 1  | 0      | 2      | 3     |
| 9     | Azerbaïdjan     | 1  | 0      | 1      | 2     |
| 10    | Espagne         | 1  | 0      | 0      | 1     |
| 10    | Finlande        | 1  | 0      | 0      | 1     |
| 10    | Turquie         | 1  | 0      | 0      | 1     |
| 13    | Italie          | 0  | 2      | 3      | 5     |
| 14    | France          | 0  | 2      | 0      | 2     |
| 15    | Pays-Bas        | 0  | 1      | 2      | 3     |
| 16    | Géorgie         | 0  | 1      | 1      | 2     |
| 17    | Allemagne       | 0  | 0      | 3      | 3     |
| 18    | Croatie         | 0  | 0      | 2      | 2     |
| 19    | Slovaquie       | 0  | 0      | 1      | 1     |
| 19    | Suède           | 0  | 0      | 1      | 1     |
| Total | Total           | 15 | 15     | 30     | 60    |